# 日本文化センター
株式会社日本文化センター（にほんぶんかセンター）は、1975年に設立・創業された通信販売会社である。代表取締役社長は品川博美。「公益社団法人日本通信販売協会」の加盟団体。
販売されている商品は、家電から衣類、インテリア用品、キッチン用品、食品など多種多様である。

## 概要
同業他社の日本直販と並び、通販業界での知名度は非常に高い。
株式会社日本通信教育連盟（現・ユーキャン）の通信販売部門を担う一事業部として設立された。社長の姓が両者で同一であるのはそのためである。なお現在は完全独立しており、資本関係も解消している。
設立当初、本社は東京都新宿区高田馬場の現在とは別番地にあり、その後同区百人町に移転、現在は再び高田馬場に戻っている。ピーク時には事業所が、高田馬場、二番町、麹町、六番町、九段、池袋等と拡大した。現在は高田馬場、二番町、池袋の3ヶ所となり、事業所ごとの床面積も戦略的に縮小している。登記上の本店は高田馬場事務所であるが、実質の本社機能を果たしているのは東京都千代田区所在の二番町事務所である。
電話番号は本社も注文も問い合わせも「0120-00-2222」（年中無休・9時 - 21時）、FAX番号は「0120-23-2222」と表示している。かつては、東京以外にも北海道札幌市、愛知県名古屋市、大阪府大阪市、福岡県福岡市にもコールセンターを設置していたが、現在は全国共通のフリーダイヤル番号となり東京に集約されている。
キャッチフレーズは、社名の前に付す文言として、最初期が「まごころ込めて確かなものを」、その後「生活ネットワーク」、現在は「欲しかったモノがきっと見つかる」である。
テレビで放送される「テレフォンショッピング」のオープニングは当初、プッシュホンの上にふくろうのぬいぐるみが立つ実写映像や、ふくろうの親子が登場するアニメーションがあった（3種類が存在）。1988年4月からは擬人化された4頭の熊の家族（愛称＝Dumpling bearダンプリングベア）のキャラクターが登場するアニメーションで始まる事が多い。画面右下には、グループ会社の金融業者である「（C）プランネル」と表示されている。
商品の価格表示は、創業以来「月々○○円の○○払い」といった分割払いが中心だったが、現在は一括払いが中心となっている。現在では分割払いの価格も一括払いの価格と同じ様に設定している場合もある。また、「今、お買い上げの方にもれなく○○をプレゼント」「キャンペーン中につきもう1個」などの総付け景品の手法をテレビショッピングに初めて取り入れた。
本会社のテレビショッピングのCMの尺としては、90秒が主流でおよそ9割を占め、次が60秒であり、かつては120秒もあった。また、例外的に30秒というものもあった。さらに、30分、60分、90分の番組形式のものもあった。
本会社では当初からCMの進行役として、長年にわたり男女1名ずつのコンビが組まれていた。元フジテレビアナウンサー竹下典子と元劇団民藝の俳優伊藤豪、元圭三プロダクション所属アナウンサー川村麻紗子と元日本テレビアナウンサー小早川正昭が特に知られていた。
1975年設立の日本文化センターに続き、1976年に二光が通信販売業務の全国展開を開始、1977年には日本直販の前身の総合通信教育センターが創設された。老舗通販会社3社のテレビショッピング部門が相次いで出揃い、2000年代までは3社がしのぎを削る状況が長らく続いていた。
なお、日本国外に存在する「ハワイ日本文化センター」 などの類似した名称の施設は、同社とは全く関係を持たない。

### 営業所（テレホンルーム）
東京都新宿区、札幌市中央区、福岡市城南区にある。
かつては名古屋市千種区と大阪市西区にも置かれていたが、受付の電話番号が全国共通のフリーダイヤル化されたことなどにより廃止された。

### 配送センター
埼玉県春日部市（春日部配送センター）にある。

## 電話番号案内
CMの最後に歌で電話番号が案内されている。歌詞は「♪〈地域名（下記参照）〉〈市外局番〉-〈市内局番〉（フリーダイヤル化以降は0120-00）-2222　日本文化センター」。作詞・作曲は小倉靖。
かつては全国各地の市外局番によって電話番号案内の歌詞も異なっており、それに合わせて全国ネットのCMでも放映エリアによって違うものをローカル出力していた。当初は歌部分の前に男性アナウンスで地域ごとの電話番号を読み上げるものや、ラスト部分が歌詞の「日本文化センター」ではなく「お電話、お待ちしております」という女性のアナウンス版もあった。1996年頃から札幌エリアがフリーダイヤル（0120）化、次いで福岡・熊本・那覇エリアでもフリーダイヤル化した。
2005年度より全国共通のフリーダイヤル（0120-00-2222）の歌詞に統一されて、放映エリアによって違うCM出力も終了した。これは、注文する人がCMの電話番号に掛けるよりもそこから各地域を担当するコールセンター（テレホンルーム）に転送する電話代の方が高くつき、また、各地で最後を差し替えた独自のCMを作成するために必要なコストが掛かり過ぎたことなどが原因である。ただし一部地域（福岡092）では旧来の電話番号も引き続き使用可能である。
電話番号の下4桁は、フリーダイヤルを含めてすべて「2222」で統一されていた。ただし、大阪の番号は初期は「06-941-0321」だった。又、本社がある東京の番号も最初期は「03-367-6600」だった上に前述の「2222」版で使われるメロディーとは違うメロディーで案内が行われていた。2012年頃からテレビコマーシャル版に限り「0120-952-430」へ変更されたものの、のちにURLと同じ「0120-00-2222」に戻っている。

### 2004年度まで案内されていた都市
| 都市   | 電話番号                               | CMの放映エリア                         | 着信先の営業所（テレホンルーム） |
| ------ | -------------------------------------- | -------------------------------------- | -------------------------------- |
| 全国   | 0120-00-2222（一部CMのみ0120-952-430） | 全国                                   | 東京（東京都新宿区高田馬場）     |
| 札幌   | 011-531-2222                           | 北海道                                 | 札幌（札幌市中央区狸小路）       |
| 仙台   | 0222-52-2222→022-252-2222              | 青森県・岩手県・宮城県・秋田県・山形県 | 東京（東京都新宿区高田馬場）     |
| 福島   | 0245-33-2222→024-533-2222              | 福島県                                 | 東京（東京都新宿区高田馬場）     |
| 新潟   | 0252-85-2222→025-285-2222              | 新潟県                                 | 東京（東京都新宿区高田馬場）     |
| 東京   | 03-367-6600→03-200-2222→03-3200-2222   | 関東広域圏・山梨県                     | 東京（東京都新宿区高田馬場）     |
| 長野   | 0262-86-2222→026-286-2222              | 長野県                                 | 東京（東京都新宿区高田馬場）     |
| 静岡   | 0542-78-2222→054-278-2222              | 静岡県                                 | 東京（東京都新宿区高田馬場）     |
| 名古屋 | 052-741-2222                           | 中京広域圏                             | 名古屋（名古屋市千種区今池）     |
| 金沢   | 0762-64-2222→076-264-2222              | 富山県・石川県・福井県                 | 名古屋（名古屋市千種区今池）     |
| 大阪   | 06-941-0321→06-584-2222→06-6584-2222   | 近畿広域圏                             | 大阪（大阪市西区九条）           |
| 岡山   | 0862-78-2222→086-278-2222              | 岡山県・香川県・徳島県・高知県         | 大阪（大阪市西区九条）           |
| 広島   | 082-245-2222                           | 広島県・鳥取県・島根県・山口県・愛媛県 | 大阪（大阪市西区九条）           |
| 福岡   | 092-863-2222                           | 福岡県・佐賀県・長崎県・大分県         | 福岡（福岡市城南区片江）         |
| 熊本   | 096-385-2222                           | 熊本県・宮崎県・鹿児島県               | 福岡（福岡市城南区片江）         |
| 那覇   | 098-886-2222                           | 沖縄県                                 | 福岡（福岡市城南区片江）         |

放送された地域の電話番号と対応していたコールセンター（営業所）がある都市との間は、支店代行電話（転送電話）を利用していた。
地域によっては、アクセスポイントが新たに開設されると放送される電話番号も変わった。例えば、熊本県は当初「東京03」で、「大阪06」→「福岡092」→「熊本096」と変化した。東海地方でも最初は東京03だった。
東京と大阪は市内局番4桁化の際に、仙台・福島・新潟・長野・静岡・金沢・岡山・那覇は市外・市内局番3桁化の際に歌詞が変更された。
大阪では1980年代の営業所移転（天満橋から九条）で変更され（その時は06+584+2222の9桁、従って電話番号10桁化による変更は2回目となる）、下4桁の「0321」から全国と同じ「2222」に変更された。
音程と曲調は地域によって若干異なっている。市外局番の部分でいえば、大きく東京型（フリーダイヤル・東京・静岡・大阪・岡山、静岡と岡山は市外局番3桁の時）、市外局番3桁型、市外局番4桁型、特殊型（福島・長野・金沢・那覇、いずれも市外局番3桁）に分かれる。
最後の「♪日本文化センター」の部分は、概ね各地域ごとの電話番号の発足した年代によって異なり、大きく1980年代型、1990年代型（大体が市外局番の変更によるもので、1990年代型は歌詞が変更された年代が前半・後半かで若干「日本文化センター」のコーラスの音程が異なる。静岡(1990年変更)、東京(1991年変更)、岡山(1992年変更)が前半、長野(1995年変更)、福島、金沢、フリーダイヤル(1997年変更)、大阪(1999年変更)が後半に分けられる。
また、吉本新喜劇の劇中で辻本茂雄が警察官などの役を演じる際、この曲の電話番号の部分を「2222」の箇所のみハミングにする形で替え歌として歌い、共演者に「何番やねん!」と突っ込まれるパターンがあった。

## 放送番組枠
2023年4月現在
- 日本テレビ系列

なし
- テレビ朝日系列

なし
- フジテレビ系列

なし
- TBS系列

なし
- テレビ東京系列

『昼めし旅 〜あなたのご飯見せてください!〜』
その他、地方局でのローカル枠での放映あり。
過去
- 日本テレビ系列

『ルックルックこんにちは』
『三枝の爆笑夫婦』
『お昼のワイドショー』→『午後は○○おもいッきりテレビ』→『おもいッきりイイ!!テレビ』→『おもいッきりDON!』→『DON!』→『ヒルナンデス!』（全国スポンサー、2012年9月まで）
『誰だって波瀾爆笑』
『ザ・ワイド』（読売テレビ・日本テレビ共同制作、関東ローカル〈15時台〉）
『情報ライブ ミヤネ屋』（読売テレビ制作、火・木曜日の全国スポンサー〈14時台〉）※現在、火・木曜日の全国スポンサーは同業のジャパネットたかたになっている。
『遠くへ行きたい』（読売テレビ制作）※現在は降板
- テレビ朝日系列

『スーパーモーニング』
『なうNOWスタジオ』
『新アフタヌーンショー』
『金子信雄の楽しい夕食』→『上沼恵美子のおしゃべりクッキング』（朝日放送制作）
『クレヨンしんちゃん』
『ワールドプロレスリング』※新日本プロレス所属選手達が出演する限定バージョンが放送されていた。
『おはようワイド・土曜の朝に』（朝日放送制作）
土曜20時の時代劇枠（後期のみ）
『ラブアタック!』（朝日放送制作）
『にっぽん菜発見 そうだ、自然に帰ろう』（同上）
- TBS系列

『妻そして女シリーズ』→『ドラマ30』（毎日放送・中部日本放送制作）
『ひるおび!』
『すてきな出逢い いい朝8時』（後にヒッチハイク）→『知っとこ!』（毎日放送制作）
『バンバンバン』（同上）
『みのもんたの朝ズバッ!』
『モーニングEye』
『はなまるマーケット』（同業他社のジャパネットたかたと隔日交代）
『いっぷく!』（同業他社のジャパネットたかたと隔日交代）
『Nスタ』（金曜、90秒）
- テレビ東京系列

『NEWSアンサー』
『モーニングチャージ』（隔日）
『Mプラス Express』
上記2番組のうち曜日ごとに1番組ずつ放送される。ただし提供クレジットなし。
- フジテレビ系列

『TVクルーズ となりのパパイヤ』
『情報プレゼンター とくダネ!』（但し提供クレジットなし）
『直撃LIVE グッディ!』（同業他社のジャパネットたかたと隔日交代制で火・木担当）※降板後はオリックス生命保険が提供。
『ノックは無用!』 - ネット局でもスポンサードネットされた。
かつての提供番組の読みは「生活ネットワーク 日本文化センター」（当初は「まごころ込めて確かなものを - 」だった）が多く、主に在阪テレビ局の番組に提供する事が多かった。2008年10月に在阪テレビ局の番組での提供が復活し、「生活ネットワーク 日本文化センター」の提供読みも復活した（『情報ライブ ミヤネ屋』では読売テレビのアナウンサーが読んだ）。
なお、一部放送局ではスポットCMでも同社のものが多く流れている。また、提供番組においてネットスポンサーの提供読みが終了した直後に、ローカルスポットで同社のCMが流れる事もある。

## グループ会社
- 株式会社日本文化センター友の会
- 株式会社アルファー・エル・文化センター
- 株式会社日本文化センターファクタリング
- 株式会社プランネル